# Мануба
Мануба (араб. منوبة) - місто в Тунісі, центр однойменного вілаєту. Населення - 26 666 чол. (2004).

## Відомі люди
- Салах Фархат — туніський політик
- Латіфа — туніська співачка
- Халед Корбі — туніський футболіст